# Ga Daeti
Ga Daeti là ga của Busan Metro tuyến 1 ở Goejeong-dong, quận Saha, Busan, Hàn Quốc.